# Четврта косовско-метохијска бригада
Четвртта косовско-метохијска ударна бригада НОВЈ формирана је 13. октобра 1944. године у Круми (Албанија) од Косовског партизанског батаљона, нових бораца и извесног броја руководилаца Прве косовско-метохијске бригаде. Имала је три батаљона са око 400 бораца, а крајем децембра око 2,000 бораца.

## Ратни пут
Посебно тешке борбе водила је 16. октобра, кад је извршила напад на Ђаковицу, коју је бранило 200 немачких војника и 400 балиста. После десеточасовне борбе бригада је ослободила Ђаковицу. Тада је 150 балиста заробљено, а 25 немачких војника погинуло. Након ових успешних акција бригада је проглашена ударном. Бригада је пред надмоћнијим немачким и балистичким снагама 18. октобра напустила Ђаковицу. У садејству с албанском Петом партизанском бригадом ослободила је 18. новембра Призрен, који је бранила немачка борбена група „Скендербег“. Ушла је 8. фебруара 1945. у састав 52. косовско-метохијске дивизије НОВЈ, а касније је успешно дејствовала против остатака балистичких јединица.